# Patricia Davies
Patricia Davies (5 de dezembro de 1956) é uma jogadora hóquei sobre a grama zimbabuana, campeã olímpica.

## Carreira
Davies integrou a Seleção Zimbabuana de Hóquei sobre a grama feminino nos Jogos Olímpicos de Verão de 1980 em Moscou, quando conquistou a medalha de ouro ao se consagrar campeã após finalizar as cinco rodadas da disputa em primeiro lugar, com nove pontos. O feito foi surpreendente já que um pedido tardio foi enviado ao governo do Zimbabwe, que rapidamente montou uma equipe menos de uma semana antes do início da competição.